# Pikku Jupukkajärvi
Pikku Jupukkajärvi är en sjö i Övertorneå kommun i Norrbotten och ingår i Torneälvens huvudavrinningsområde.